# Hội nghị Washington
Hội nghị Washington còn gọi là Hội nghị Hải quân Washingon hay Hội nghị Vũ khí Washington là một hội nghị quân sự do chính quyền của Tổng thống Hoa Kỳ Warren G. Harding khởi xướng, tiến hành tại Washington DC từ ngày 12/12/1921 đến ngày 6/2/1922 ngoài khuôn khổ của Hội Quốc Liên. Tham dự hội có 9 quốc gia có lợi ích tại Thái Bình Dương và Đông Á. Liên Xô không được mời tham dự hội nghị. Đây là hội nghị quốc tế đầu tiên tiến hành tại Hoa Kỳ và là hội nghị đầu tiên về kiểm soát vũ khí trong lịch sử và được các nhà nghiên cứu chính trị coi là mô hình thành công của phong trào giải giới.
Hội nghị kết thúc với sự ký kết ba hiệp ước chính là Hiệp ước bốn bên, Hiệp ước năm bên (được biết đến phổ biến hơn với tên Hiệp ước Hải quân Washington) và Hiệp ước chín bên. Ngoài ra còn một loạt các hiệp ước nhỏ hơn giữa các quốc gia tham dự hội nghị. Các hiệp ước này giúp duy trì hòa bình trong thập niên 20 thế kỉ 19 nhưng đồng thời cũng được coi là đã mở đường cho sự nổi lên của Đế quốc Nhật như một cường quốc về hải quân, một trong những yếu tố dẫn đến Chiến tranh thế giới thứ hai.